# Virgilio Mortari
Virgilio Mortari (Rho, 6 dicembre 1902 – Roma, 5 settembre 1993) è stato un compositore e direttore artistico italiano.

## Biografia
Svolse gli studi di pianoforte e composizione prima al Conservatorio di Milano, con Vincenzo Ferroni, Costante Adolfo Bossi e Ildebrando Pizzetti, poi al Conservatorio di Parma, dove si diplomò nel 1928. Già nel 1924 la Sonata per pianoforte, violino e violoncello gli aveva fruttato il primo premio al concorso della Società Italiana di Musica Contemporanea.
Fu docente di composizione presso il Conservatorio di Venezia dal 1933 al 1940 e dal 1940 insegnò al Conservatorio Santa Cecilia a Roma. Fu direttore artistico dell'Accademia Filarmonica Romana dal 1944 al 1946 e del Teatro La Fenice di Venezia dal 1955 al 1959. Nel 1963 venne nominato vicepresidente dell'Accademia Nazionale di Santa Cecilia.
Vinse i premi Euterpe, Marzotto e Montaigne.
Nel 1948 pubblicò con Alfredo Casella il manuale di strumentazione La tecnica dell'orchestra contemporanea.

## Composizioni

### Opere
- "L'alfabeto a sorpresa"
- Il contratto
- La scuola delle mogli (17 marzo 1959 Piccola Scala con Rolando Panerai, Alvinio Misciano, Giorgio Tadeo, Graziella Sciutti, Fiorenza Cossotto, Luigi Alva e Florindo Andreolli diretta da Bruno Bartoletti e la regia di Margherita Wallmann)
- La figlia del diavolo, melodramma in 1 atto, libretto e regia di Corrado Pavolini (21 marzo 1954 alla Scala diretta da Nino Sanzogno con Risë Stevens, Eugenio Fernandi, Angelo Mercuriali e Gian Giacomo Guelfi)

### Musica da camera
- Canti di Primavera, per quattro violoncelli
- Divertimento, per fagotto e violoncello
- Offerta, per pianoforte
- Les Adieux, per flauto, violino, viola e violoncello
- Quartetto d'archi n. 1
- Quartetto d'archi n. 2 (1983)
- Melodia, per sassofono contralto e pianoforte
- Fogli d'album, per contrabbasso (1977)
- Duettini Concertati, per violino e contrabbasso (1966)
- Sonata in re per violino e pianoforte (1928)

### Concerti
- Concerto per Mstislav Rostropovič, per violoncello e orchestra
- Concerto per Franco Petracchi (su musiche antiche Musiche) per contrabbasso e orchestra (1966)
- Elegia e Capriccio (dai 'Duettini Concertati') per violino e contrabbasso con accompagnamento di orchestra d'archi
- Rapsodia elegiaca, secondo concerto per contrabbasso e orchestra
- Concerto dell'osservanza, per viola e orchestra
- 3 tempi concertati (1966) per archi, con violino e violoncelli obbligati

### Musica sinfonica
- Eleonora D'Arborea, ouverture sinfonica (1968)
- La strage degli innocenti, arioso e toccata per orchestra
- Fantasia concertante, per archi
- Epilogo, per orchestra

### Musica vocale
- Missa Elegiaca per coro di voci miste e organo
- Missa Pro Pace, per coro a cappella
- Secchi e sberlecchi, per voce e pianoforte su versi di Antonio Beltramelli (1926)
- Variations sur “Le Carnaval de Venise”, quatre poèmes de Théophile Gautier, per voce e pianoforte (1943)
- La lunga strada della morte (da una Canzone Noni Toni di Giovanni Gabrieli) per il dramma sacro Resurrezione e vita (Ego sum resurrectio et vita) del 1954 al Teatro Verde dell'Isola di San Giorgio Maggiore per il Teatro La Fenice di Venezia diretto da Gianandrea Gavazzeni con Gianni Raimondi e Mario Sereni.